# Jagoba Beobide
Jagoba Beobide Larrañaga (ur. 19 lutego 1987 w Azpeitia) – hiszpański piłkarz występujący na pozycji pomocnika w Deportivo Alavés.